# Eugen-Keidel-Turm

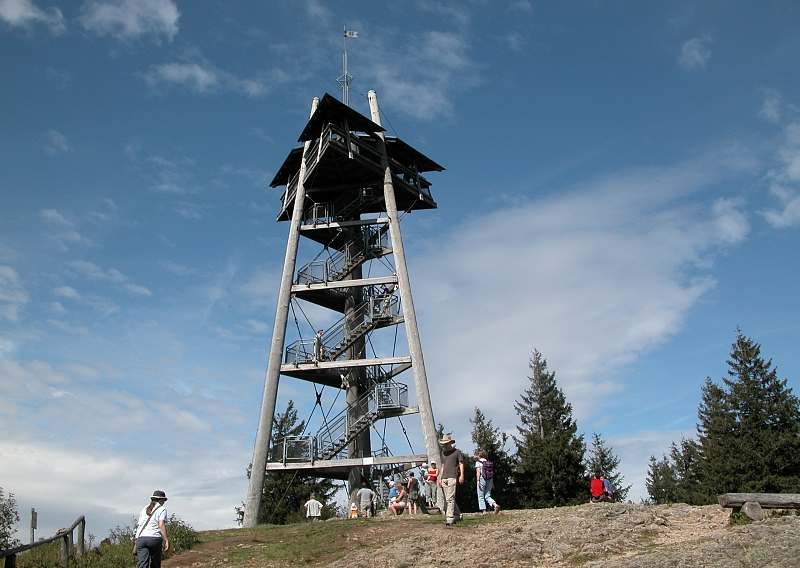
Eugen-Keidel-Turm

Der Eugen-Keidel-Turm, auch Schauinslandturm genannt, ist ein 31 Meter hoher Aussichtsturm auf dem Gipfel des Schauinslands.
Das Bauwerk zeichnet sich durch seine ungewöhnliche Form aus: Die dreieckige Plattform wird getragen von vier im Freiburger Stadtwald am Schauinsland geschlagenen Douglasien, zwischen denen ein offener stählerner Treppenaufgang über 85 Stufen nach oben auf eine etwa 22 Meter hoch gelegene überdachte Plattform führt; von hier hat man einen umfassenden Rundblick in die südliche Oberrheinebene und – bei guter Wetterlage – auf die Vogesen, über den Hochschwarzwald mit dem östlich gelegenen Feldberg und – bei klarer Sicht – bis in die Schweizer Alpen. Ein Rundweg von etwa zwei Kilometern Länge führt von der Bergstation der Schauinslandbahn zum Turm. Auch viele andere Wanderwege führen hierhin.
Der Turm wurde im Jahr 1980 erbaut. Er ist benannt nach Eugen Keidel (1909–1991), der von 1962 bis 1982 Oberbürgermeister von Freiburg im Breisgau war. Im Juli 2022 wurden bei einer Begutachtung Schäden an einigen Querhölzern festgestellt, sodass die Standfestigkeit des Turmes nicht mehr gewährleistet werden konnte. Aufgrund von Sanierungsarbeiten war der Aussichtsturm deshalb fast drei Jahre lang für den Aufstieg gesperrt. Im April des Jahres 2025 erfolgte schließlich die Wiedereröffnung des Eugen-Keidel-Turmes, dessen Sanierungskosten sich auf insgesamt 295.000 Euro beliefen. Mit einer nun möglichen Verkehrslast von 500 kg pro m² soll der Turm für weitere zehn Jahre dem Besucheransturm standhalten können.